# Preßguts
Preßguts là một đô thị thuộc huyện Weiz thuộc bang Steiermark, nước Áo. Đô thị Preßguts có diện tích 6,41 km², dân số thời điểm cuối năm 2005 là 392 người.